# Sericolea
Sericolea, biljni rod iz porodice Elaeocarpaceae kojemu pripada 15 vrsta sa Nove Gvineje; Kew ima na popisu 18 vrsta
Rod je opisan u Botanische Jahrbücher für Systematik, Pflanzengeschichte und Pflanzengeographie 54: 95. 1916.

## Vrste
1. Sericolea arfakensis Gibbs
2. Sericolea brassii A.C.Sm.
3. Sericolea calophylla (Ridl.) Schltr.
4. Sericolea chrysotricha Schltr.; Kew
5. Sericolea collinsii Coode
6. Sericolea coodei Balgooy
7. Sericolea decandra A.C.Sm.; Kew
8. Sericolea gaultheria (F.Muell.) Schltr.
9. Sericolea gracilis (Lauterb.) Schltr.
10. Sericolea leptophylla Kaneh. & Hatus.
11. Sericolea micans Schltr.
12. Sericolea novoguineensis Gibbs
13. Sericolea ovalifolia (Wernham ex Ridl.) Gibbs
14. Sericolea pachyphylla Coode
15. Sericolea papuana (F.Muell.) Steenis; Kew
16. Sericolea pullei (Lauterb.) Schltr.
17. Sericolea ridleyana (Wernham ex Ridl.) Schltr.
18. Sericolea salicina Schltr.; Kew

## Sinonimi
- Mischopleura Wernham ex Ridl.; Hook. Ic. Pl. t. 3059 (1916)
- Hormopetalum Lauterb.; Bot. Jahrb. Syst. 55: 257 (1918) (Rutaceae)
- Pyrsonota Ridl.; Trans. Linn. Soc. London, Bot. 9: 40 (1916)